# Sangiin-Wahl 1998

Sitzverteilung nach der Wahl

Die Sangiin-Wahl 1998, formell die „18. ordentliche Wahl von Sangiinabgeordneten“ (jap. 第18回参議院議員通常選挙, dai-jūhachi-kai Sangiin giin tsūjō senkyo), zum japanischen Rätehaus (Sangiin), dem Oberhaus (jōin) des nationalen Parlaments (Kokkai) fand am 12. Juli 1998 statt.
Im September 1997 war Premierminister Ryūtarō Hashimoto ohne Gegenkandidat für eine zweite Amtszeit als Parteivorsitzender wiedergewählt worden, nachdem es ihm in seiner ersten Amtszeit gelungen war, die Alleinregierung der LDP wiederherzustellen. Erklärtes Wahlziel der Partei war es, die Mehrheit im Sangiin zurückzugewinnen. Die 1996 entstandene DPJ hatte im März mit drei kleineren Oppositionsparteien fusioniert und trat erstmals bei Sangiin-Wahlen an. Durch ihre Mehrheit konnte die Opposition die Regierungsarbeit behindern, im Juni war ein Misstrauensvotum gegen die Regierung erst im Shūgiin gescheitert.
Hauptthema des Wahlkampfes war die fortgesetzt schwache Konjunktur: Die Regierung musste sich unter anderem wegen des zaghaften Reformkurses und einer Mehrwertsteuererhöhung im Vorjahr rechtfertigen.
Die Wahlbeteiligung betrug 58,84 % bei der Direktwahl und 58,83 % bei der Verhältniswahl und erholte sich damit vom Rekordtief von 1995 (44 %). Zuvor war das Wahlgesetz geändert worden, um die Wahllokale bis acht Uhr geöffnet zu lassen und die Briefwahl zu erleichtern.
| Partei | Partei                             | Nicht zur Wahl | Wahlkreise | Wahlkreise | Wahlkreise | Verhältniswahl | Verhältniswahl | Verhältniswahl | 2001 gewählt | Zusammensetzung nach der Wahl |
| Partei | Partei                             | Nicht zur Wahl | Stimmen    | Anteil     | Sitze      | Stimmen        | Anteil         | Sitze          | 2001 gewählt | Zusammensetzung nach der Wahl |
| ------ | ---------------------------------- | -------------- | ---------- | ---------- | ---------- | -------------- | -------------- | -------------- | ------------ | ----------------------------- |
|        | Liberaldemokratische Partei (LDP)  | 59             | 17.033.851 | 30,45 %    | 30         | 14.128.719     | 25,17 %        | 14             | 44           | 103                           |
|        | Demokratische Partei (DPJ)         | 20             | 9.063.939  | 16,20 %    | 15         | 12.209.685     | 21,75 %        | 12             | 27           | 47                            |
|        | Kommunistische Partei Japans (KPJ) | 8              | 8.758.759  | 15,66 %    | 7          | 8.195.078      | 14,60 %        | 8              | 15           | 23                            |
|        | Kōmei                              | 13             | 1.843.479  | 3,30 %     | 2          | 7.748.301      | 13,80 %        | 7              | 9            | 22                            |
|        | Sozialdemokratische Partei (SDP)   | 8              | 2.403.649  | 4,30 %     | 1          | 4.370.763      | 7,79 %         | 4              | 5            | 13                            |
|        | Liberale Partei                    | 6              | 980.249    | 1,75 %     | 1          | 5.207.813      | 9,28 %         | 5              | 6            | 12                            |
|        | Neue Partei Sakigake               | 3              | 15.852.135 | 28,34 %    | 0          | 3.492.073      | 6,22 %         | 0              | 0            | 3                             |
|        | Liberale Liga (Jiyū Rengō)         | 1              | 15.852.135 | 28,34 %    | 0          | 3.492.073      | 6,22 %         | 0              | 0            | 1                             |
|        | Unabhängige und Sonstige           | 8              | 15.852.135 | 28,34 %    | 20         | 3.492.073      | 6,22 %         | 0              | 20           | 28                            |
| Summe  | Summe                              | 126            | 55.936.064 | 100 %      | 76         | 56.137.023     | 100 %          | 50             | 126          | 252                           |

Zwar gewann die LDP 15 der 24 Einmandatswahlkreise. Die Oppositionsparteien gewannen aber vor allem in den Mehrmandatswahlkreisen stark hinzu; in den meisten Mehrmandatswahlkreisen hatte die LDP zwei Kandidaten nominiert und blieb in einer Reihe davon ganz ohne Sitz.
| Wahlsieger nach nominierender Partei: Liberaldemokratische Partei Demokratische Partei Kommunistische Partei Japans Kōmei Liberale Partei Sozialdemokratische Partei Keine In Mehrmandatswahlkreisen von links nach rechts mit absteigender Stimmenzahl | Wahlsieger nach nominierender Partei: Liberaldemokratische Partei Demokratische Partei Kommunistische Partei Japans Kōmei Liberale Partei Sozialdemokratische Partei Keine In Mehrmandatswahlkreisen von links nach rechts mit absteigender Stimmenzahl | Wahlsieger nach nominierender Partei: Liberaldemokratische Partei Demokratische Partei Kommunistische Partei Japans Kōmei Liberale Partei Sozialdemokratische Partei Keine In Mehrmandatswahlkreisen von links nach rechts mit absteigender Stimmenzahl | Wahlsieger nach nominierender Partei: Liberaldemokratische Partei Demokratische Partei Kommunistische Partei Japans Kōmei Liberale Partei Sozialdemokratische Partei Keine In Mehrmandatswahlkreisen von links nach rechts mit absteigender Stimmenzahl | Wahlsieger nach nominierender Partei: Liberaldemokratische Partei Demokratische Partei Kommunistische Partei Japans Kōmei Liberale Partei Sozialdemokratische Partei Keine In Mehrmandatswahlkreisen von links nach rechts mit absteigender Stimmenzahl | Wahlsieger nach nominierender Partei: Liberaldemokratische Partei Demokratische Partei Kommunistische Partei Japans Kōmei Liberale Partei Sozialdemokratische Partei Keine In Mehrmandatswahlkreisen von links nach rechts mit absteigender Stimmenzahl | Wahlsieger nach nominierender Partei: Liberaldemokratische Partei Demokratische Partei Kommunistische Partei Japans Kōmei Liberale Partei Sozialdemokratische Partei Keine In Mehrmandatswahlkreisen von links nach rechts mit absteigender Stimmenzahl | Wahlsieger nach nominierender Partei: Liberaldemokratische Partei Demokratische Partei Kommunistische Partei Japans Kōmei Liberale Partei Sozialdemokratische Partei Keine In Mehrmandatswahlkreisen von links nach rechts mit absteigender Stimmenzahl |                                                             |                                                             | Hokkaidō                                                    |
| Wahlsieger nach nominierender Partei: Liberaldemokratische Partei Demokratische Partei Kommunistische Partei Japans Kōmei Liberale Partei Sozialdemokratische Partei Keine In Mehrmandatswahlkreisen von links nach rechts mit absteigender Stimmenzahl | Wahlsieger nach nominierender Partei: Liberaldemokratische Partei Demokratische Partei Kommunistische Partei Japans Kōmei Liberale Partei Sozialdemokratische Partei Keine In Mehrmandatswahlkreisen von links nach rechts mit absteigender Stimmenzahl | Wahlsieger nach nominierender Partei: Liberaldemokratische Partei Demokratische Partei Kommunistische Partei Japans Kōmei Liberale Partei Sozialdemokratische Partei Keine In Mehrmandatswahlkreisen von links nach rechts mit absteigender Stimmenzahl | Wahlsieger nach nominierender Partei: Liberaldemokratische Partei Demokratische Partei Kommunistische Partei Japans Kōmei Liberale Partei Sozialdemokratische Partei Keine In Mehrmandatswahlkreisen von links nach rechts mit absteigender Stimmenzahl | Wahlsieger nach nominierender Partei: Liberaldemokratische Partei Demokratische Partei Kommunistische Partei Japans Kōmei Liberale Partei Sozialdemokratische Partei Keine In Mehrmandatswahlkreisen von links nach rechts mit absteigender Stimmenzahl | Wahlsieger nach nominierender Partei: Liberaldemokratische Partei Demokratische Partei Kommunistische Partei Japans Kōmei Liberale Partei Sozialdemokratische Partei Keine In Mehrmandatswahlkreisen von links nach rechts mit absteigender Stimmenzahl | Wahlsieger nach nominierender Partei: Liberaldemokratische Partei Demokratische Partei Kommunistische Partei Japans Kōmei Liberale Partei Sozialdemokratische Partei Keine In Mehrmandatswahlkreisen von links nach rechts mit absteigender Stimmenzahl | Wahlsieger nach nominierender Partei: Liberaldemokratische Partei Demokratische Partei Kommunistische Partei Japans Kōmei Liberale Partei Sozialdemokratische Partei Keine In Mehrmandatswahlkreisen von links nach rechts mit absteigender Stimmenzahl | Aomori                                                      |                                                             |                                                             |
| Wahlsieger nach nominierender Partei: Liberaldemokratische Partei Demokratische Partei Kommunistische Partei Japans Kōmei Liberale Partei Sozialdemokratische Partei Keine In Mehrmandatswahlkreisen von links nach rechts mit absteigender Stimmenzahl | Wahlsieger nach nominierender Partei: Liberaldemokratische Partei Demokratische Partei Kommunistische Partei Japans Kōmei Liberale Partei Sozialdemokratische Partei Keine In Mehrmandatswahlkreisen von links nach rechts mit absteigender Stimmenzahl | Wahlsieger nach nominierender Partei: Liberaldemokratische Partei Demokratische Partei Kommunistische Partei Japans Kōmei Liberale Partei Sozialdemokratische Partei Keine In Mehrmandatswahlkreisen von links nach rechts mit absteigender Stimmenzahl | Wahlsieger nach nominierender Partei: Liberaldemokratische Partei Demokratische Partei Kommunistische Partei Japans Kōmei Liberale Partei Sozialdemokratische Partei Keine In Mehrmandatswahlkreisen von links nach rechts mit absteigender Stimmenzahl | Wahlsieger nach nominierender Partei: Liberaldemokratische Partei Demokratische Partei Kommunistische Partei Japans Kōmei Liberale Partei Sozialdemokratische Partei Keine In Mehrmandatswahlkreisen von links nach rechts mit absteigender Stimmenzahl | Wahlsieger nach nominierender Partei: Liberaldemokratische Partei Demokratische Partei Kommunistische Partei Japans Kōmei Liberale Partei Sozialdemokratische Partei Keine In Mehrmandatswahlkreisen von links nach rechts mit absteigender Stimmenzahl | Wahlsieger nach nominierender Partei: Liberaldemokratische Partei Demokratische Partei Kommunistische Partei Japans Kōmei Liberale Partei Sozialdemokratische Partei Keine In Mehrmandatswahlkreisen von links nach rechts mit absteigender Stimmenzahl | Wahlsieger nach nominierender Partei: Liberaldemokratische Partei Demokratische Partei Kommunistische Partei Japans Kōmei Liberale Partei Sozialdemokratische Partei Keine In Mehrmandatswahlkreisen von links nach rechts mit absteigender Stimmenzahl | Akita                                                       | Iwate                                                       |                                                             |
| Wahlsieger nach nominierender Partei: Liberaldemokratische Partei Demokratische Partei Kommunistische Partei Japans Kōmei Liberale Partei Sozialdemokratische Partei Keine In Mehrmandatswahlkreisen von links nach rechts mit absteigender Stimmenzahl | Wahlsieger nach nominierender Partei: Liberaldemokratische Partei Demokratische Partei Kommunistische Partei Japans Kōmei Liberale Partei Sozialdemokratische Partei Keine In Mehrmandatswahlkreisen von links nach rechts mit absteigender Stimmenzahl | Wahlsieger nach nominierender Partei: Liberaldemokratische Partei Demokratische Partei Kommunistische Partei Japans Kōmei Liberale Partei Sozialdemokratische Partei Keine In Mehrmandatswahlkreisen von links nach rechts mit absteigender Stimmenzahl | Wahlsieger nach nominierender Partei: Liberaldemokratische Partei Demokratische Partei Kommunistische Partei Japans Kōmei Liberale Partei Sozialdemokratische Partei Keine In Mehrmandatswahlkreisen von links nach rechts mit absteigender Stimmenzahl | Wahlsieger nach nominierender Partei: Liberaldemokratische Partei Demokratische Partei Kommunistische Partei Japans Kōmei Liberale Partei Sozialdemokratische Partei Keine In Mehrmandatswahlkreisen von links nach rechts mit absteigender Stimmenzahl | Wahlsieger nach nominierender Partei: Liberaldemokratische Partei Demokratische Partei Kommunistische Partei Japans Kōmei Liberale Partei Sozialdemokratische Partei Keine In Mehrmandatswahlkreisen von links nach rechts mit absteigender Stimmenzahl | Wahlsieger nach nominierender Partei: Liberaldemokratische Partei Demokratische Partei Kommunistische Partei Japans Kōmei Liberale Partei Sozialdemokratische Partei Keine In Mehrmandatswahlkreisen von links nach rechts mit absteigender Stimmenzahl | Wahlsieger nach nominierender Partei: Liberaldemokratische Partei Demokratische Partei Kommunistische Partei Japans Kōmei Liberale Partei Sozialdemokratische Partei Keine In Mehrmandatswahlkreisen von links nach rechts mit absteigender Stimmenzahl | Niigata                                                     | Yamagata                                                    | Miyagi                                                      |
| | | | | | | | Ishikawa | Toyama                                                      | Tochigi                                                     | Fukushima                                                   |
| | | | | | | Fukui | Nagano | Gunma                                                       | Saitama                                                     | Ibaraki                                                     |
| | | Shimane | Tottori | Hyōgo | Kyōto | Shiga | Gifu | Yamanashi                                                   | Tokio                                                       | Chiba                                                       |
| | | Yamaguchi | Hiroshima | Okayama | Osaka | Nara | Aichi | Shizuoka                                                    | Kanagawa                                                    |                                                             |
| Saga | Fukuoka | | | | | Wakayama | Mie |                                                             |                                                             |                                                             |
| Nagasaki | Kumamoto | Ōita | | Ehime | Kagawa | [Landesweiter] Verhältniswahlkreis (50 Sitze) 14 12 8 7 5 4 | [Landesweiter] Verhältniswahlkreis (50 Sitze) 14 12 8 7 5 4 | [Landesweiter] Verhältniswahlkreis (50 Sitze) 14 12 8 7 5 4 | [Landesweiter] Verhältniswahlkreis (50 Sitze) 14 12 8 7 5 4 | [Landesweiter] Verhältniswahlkreis (50 Sitze) 14 12 8 7 5 4 |
| | Kagoshima | Miyazaki | | Kōchi | Tokushima | [Landesweiter] Verhältniswahlkreis (50 Sitze) 14 12 8 7 5 4 | [Landesweiter] Verhältniswahlkreis (50 Sitze) 14 12 8 7 5 4 | [Landesweiter] Verhältniswahlkreis (50 Sitze) 14 12 8 7 5 4 | [Landesweiter] Verhältniswahlkreis (50 Sitze) 14 12 8 7 5 4 | [Landesweiter] Verhältniswahlkreis (50 Sitze) 14 12 8 7 5 4 |
| Okinawa | | | | | | [Landesweiter] Verhältniswahlkreis (50 Sitze) 14 12 8 7 5 4 | [Landesweiter] Verhältniswahlkreis (50 Sitze) 14 12 8 7 5 4 | [Landesweiter] Verhältniswahlkreis (50 Sitze) 14 12 8 7 5 4 | [Landesweiter] Verhältniswahlkreis (50 Sitze) 14 12 8 7 5 4 | [Landesweiter] Verhältniswahlkreis (50 Sitze) 14 12 8 7 5 4 |

## Auswirkungen
Die LDP verlor 15 Sitze und entfernte sich weiter von einer eigenständigen Oberhausmehrheit. Premierminister Hashimoto kündigte am Tag nach der Wahl seinen Rücktritt an. Bei der Wahl zum Parteivorsitz am 21. Juli setzte sich Keizō Obuchi gegen Seiroku Kajiyama und Jun’ichirō Koizumi als Nachfolger durch.
Die DPJ unter Vorsitz von Naoto Kan gewann neun Sitze hinzu und konsolidierte ihre Führungsrolle in der Opposition. Die KPJ gewann ebenfalls neun Sitze hinzu und wurde erstmals drittstärkste Partei.
Im Herbst 1998 nahm die LDP Koalitionsverhandlungen auf, die im Januar 1999 in die Bildung eines Koalitionskabinetts mit der Liberalen Partei mündeten, wodurch die Regierung nur noch wenige Sitze von einer absoluten Mehrheit im Sangiin entfernt war. Im Oktober 1999 beendete der Koalitionseintritt der Kōmeitō auch formal das „verdrehte Parlament“, die Regierung verfügte fortan wieder über sichere Gesetzgebungsmehrheiten in beiden Kammern.